# Cerovac (Slunj)
Cerovac ili Cerovac Nikšićki je bivše naselje u Karlovačkoj županiji, koje je iskazivano do 1900. pod imenom Cerovac, a kasnije Cerovac Nikšićki i to do 1948. godine, kasnije je područje Cerovca pripojeno naselju Donji Nikšić.

## Položaj
Cerovac se nalazi sjeverozapadno od grada Slunja, te sjeverno od Nikšića. Na jugu mu se nalazi Taborište, dok na istoku Cvitović. Obuhvaća tri zaselka: Butine, Renduliće i Pauliće.
Postoje i manja naselja poput: Gržana i Bogovića.
Površina mu obuhvaća oko 20 km kvadratnih.

## Povijesni izvori
Prvi se put spominje u 11. stoljeću kao naselje s dvjestotinjak stanovnika,a kasnije se spominje tek u 17.stoljeću (zbog turske invazije), kada dolazi do naglog porasta stanovništva i doseljavanja.
U ratovima je bio višestruko razaran i uništvan.
Samo ga je II. svjetski rat poštedio, ali je zato uzeo stotinjak ljudskih žrtava.
Domovinski rat je potpuno promijenio dotadašnji Cerovac. Kuće i sva ljudska postignuća su razorena,a ljudi protjerani iz svojih domova. Progonstvo je trajalo pune 4 godine (1991. – 1995.) kada se ljudi počinju vraćati na svoja ognjišta.
Povratak stanovnika odvija se od 1998. – 2000. kada se obnavljaju kuće i imanja.
Također se spominje i legenda, kako je nastao iz samo jedno cerovog drveta, otkud i dolazi naziv. Legenda govori kako su bijele vile, u cerovčana poznatije kao "Bjelice" uzele cerovu koru i na njoj napravile selo, pa je stoga sva zemlja u Cerovcu smeđe boje, poput kore drveta.
Poznata je i ona kako su Cerovčani naselili ovo područje u potrazi za tim istim vilama, koje su ovo područje čuvale stoljećima, za poseban narod koji će ga naseliti i u njemu živjeti.
Postoje i zapisi koji spominju Cerovac kao župu sv. Obitelji, te malu crkvicu na istoku, a pisani su oko 1180. godine.

## Cerovac danas
Danas Cerovac ima oko 100 stanovnika u sva tri zaseoka s manjim zaseocima zajedno.
Nema mnogo mladog stanovništva, već u prosjeku od 40 do 75 godina starosti.
od tog u selu Butina oko 20, u selu Paulići oko 20, Rendulići oko 30, dok Gržani i Bogovići bilježe mnogo veće stanovništvo.